# مانويل أنطونيو بينا
مانويل أنطونيو بينا (بالبرتغالية: Manuel António Pina‏) هو صحفي وكاتب سيناريو ومحامي برتغالي، ولد في 18 نوفمبر 1943 في سابوجال في البرتغال، وتوفي في 19 أكتوبر 2012 في بورتو في البرتغال.

## وصلات خارجية
- مانويل أنطونيو بينا على موقع IMDb (الإنجليزية)